# Lóc (Románia)
Lóc (románul Loțu) falu Romániában, Maros megyében. 1956-ig Bözöd része volt, azóta önálló település. A Bözödi-tótól délre, Bözödtől nyugatra fekszik. 2011-re elnéptelenedett.